# Osborne megye
Osborne megye az Amerikai Egyesült Államokban, azon belül Kansas államban található. Megyeszékhelye és legnagyobb városa Osborne. Lakosainak száma 3500 fő (2020. április 1.). Osborne megye Smith, Russell, Jewell, Mitchell, Lincoln, Ellis és Rooks megyékkel határos.

## Népesség
A megye népességének változása:
| Lakosok száma | 3837 | 3843 | 3821 | 3818 | 3683 | 3500 |
|               | 2010 | 2011 | 2012 | 2013 | 2015 | 2020 |